# Lepidosira quadradentata
Lepidosira quadradentata är en urinsektsart som först beskrevs av John Tenison Salmon 1941.  Lepidosira quadradentata ingår i släktet Lepidosira och familjen brokhoppstjärtar. Inga underarter finns listade i Catalogue of Life.